# Vicente Arraya
Vicente Arraya (1922. október 25. – 1992. november 21.) bolíviai válogatott labdarúgókapus.
A bolíviai válogatott tagjaként részt vett az 1945-ös, az 1946-os, az 1947-es és az 1949-es Dél-amerikai bajnokságon, illetve az 1950-es világbajnokságon.

## Külső hivatkozások
- Vicente Arraya – a FIFA adatbázisában